# 菲利波夫斯克市镇
菲利波夫斯克市镇（俄语：Филипповское муниципальное образование）是俄罗斯联邦伊尔库茨克州济马区所属的一个市镇。其下辖有4个居民点，行政中心为菲利波夫斯克。据2016年统计，该市镇的人口为524人。